# WTA de Seul de 2024
O WTA de Seul de 2024, ou Korea Open, foi um torneio profissional de tênis feminino disputado em quadras duras ao ar livre. Foi a 20ª edição do torneio. A partir desta edição, o torneio foi elevado do nível WTA 250 para o nível WTA 500 na Temporada da WTA de 2024. O torneio aconteceu no Olympic Park Tennis Center em Seul, Coreia do Sul, de 16 a 22 de setembro de 2024.

## Pontos e premiação

### Distribuição de pontos
| Evento  | W   | F   | SF  | QF  | Oitavas de final | Últimos 32 | Q  | Q2 | Q1 |
| Simples | 500 | 325 | 195 | 108 | 60               | 1          | 25 | 13 | 1  |
| Duplas  | 500 | 325 | 195 | 108 | 1                | —          | —  | —  | —  |

### Premiação
| Evento  | W        | F       | SF      | QF      | Oitavas de final | Últimos 32 | Q | Q2     | Q1     |
| Simples | $142,000 | $87,655 | $51,205 | $24,910 | $13,590          | $9,820     | — | $6,603 | $3,380 |
| Duplas  | $47,390  | $28,720 | $16,430 | $8,510  | $5,140           | —          | — | —      | —      |

## Chave de simples

### Cabeças de chave
| País | Tenista               | Ranking | Cabeça de chave |
| ---- | --------------------- | ------- | --------------- |
|      | Daria Kasatkina       | 13      | 1               |
|      | Liudmila Samsonova    | 15      | 2               |
| BRA  | Beatriz Haddad Maia   | 16      | 3               |
|      | Diana Shnaider        | 17      | 4               |
| UKR  | Marta Kostyuk         | 18      | 5               |
| KAZ  | Yulia Putintseva      | 29      | 6               |
|      | Ekaterina Alexandrova | 31      | 7               |
| CHN  | Yuan Yue              | 38      | 8               |

Ranking de 9 de Setembro de 2024.

### Outras participantes
As seguintes jogadoras receberam wildcards para a chave principal:
- Back Da-yeon
- Jang Su-jeong

As seguintes jogadoras entraram na chave de simples através do "ranking protegido":
- Ajla Tomljanović
- Zhang Shuai

As seguintes jogadoras entraram na chave de simples através do qualificatório:
- Priscilla Hon
- Varvara Lepchenko
- Lu Jiajing
- Elena-Gabriela Ruse
- Heather Watson
- Carol Zhao

A seguinte jogadora entrou na chave de simples como lucky loser:
- Polina Kudermetova[nota 1]

### Desistências
- Katie Boulter → substituída por  Polina Kudermetova[nota 2]
- Emma Navarro → substituída por  Viktoriya Tomova
- Jessica Pegula → substituída por  Amanda Anisimova
- Karolína Plíšková → substituída por  Sloane Stephens
- Anastasia Potapova[nota 1] → substituída por  Peyton Stearns
- Iga Świątek → substituída por  Emma Raducanu
- Elena Rybakina → substituída por  Zhang Shuai

## Chave de duplas

### Cabeças de chave
| País | Tenista               | País | Tenista              | Ranking | Cabeça de chave |
| ---- | --------------------- | ---- | -------------------- | ------- | --------------- |
| TPE  | Chan Hao-ching        |      | Veronika Kudermetova | 45      | 1               |
| MEX  | Giuliana Olmos        |      | Alexandra Panova     | 67      | 2               |
| JPN  | Miyu Kato             | CHN  | Zhang Shuai          | 74      | 3               |
| USA  | Bethanie Mattek-Sands | GBR  | Heather Watson       | 79      | 4               |

Ranking de 9 de Setembro de 2024.

### Outras participantes
A seguinte dupla recebeu wildcard para a chave principal:
- Kim Da-bin /  Kim Na-ri

A seguinte dupla entrou na chave de duplas como alternate:
- Varvara Lepchenko /  Natalija Stevanović

### Desistências
- Marta Kostyuk /  Elena-Gabriela Ruse substituídas por →  Varvara Lepchenko /  Natalija Stevanović

## Campeãs

### Simples
- Beatriz Haddad Maia derrotou  Daria Kasatkina por 1-6, 6-4, 6-1

### Duplas
- Nicole Melichar-Martinez /  Liudmila Samsonova derrotaram  Miyu Kato /  Zhang Shuai, por 6-1, 6-0